# مستشفى الإمام عبد الرحمن آل فيصل للحرس الوطني
مستشفى الإمام عبد الرحمن آل فيصل للحرس الوطني هو مستشفى تخصصي يقع في مدينة الدمام وهو تابع لمجمع الشؤون الصحية للحرس الوطني تم تأسيسه سنة 2002. قام بافتتاحه في 14 أكتوبر 2002 الملك عبد الله بن عبد العزيز آل سعود (كان ولي العهد آنذاك). حصل المستشفى على شهادة الاعتراف الدولية JCIA مما وضع المستشفى في مقدمة مُستشفيات المنطقة الشرقية. يوجد في المستشفى 112 سرير، ووحدة عناية مركزة مُكونة من ستة أسرّة، ووحدة عناية مركزة لحديثي الولادة مُكونة من خمسة أسرّة، و4 غرف للعمليات، و4 غُرف للولادة.

## العيادات الطبية
يتكون مستشفى الإمام عبد الرحمن آل فيصل من عذذ من المباني من ضمنها مبنى المستشفى والذي ينقسم إلى عدة عيادات خارجية، وتتضمن العيادات المتخصصة تخصصات مثل :
- عيادة الجراحة العامة.
- عيادة الطب الباطني
- عيادة طب الجهاز الهضمي.
- عيادة طب الأطفال.
- عيادة طب التوليد والنسائيات.
- عيادة طب الأسرة.
- عيادة طب العيون.
- عيادة طب الأسنان.
- عيادة طب الغدد
- عيادة جراحة العظام.
- عيادة الربو.
- عيادة جراحة المخ والأعصاب.
- عيادة قسم الطورائ.

## مباني المستشفى
يضم المستشفى كذلك المبنى الإداري، والذي يتضمن مكتب نائب المدير التنفيذي للخدمات الطبية ومكتب نائب المدير التنفيذي لخدمات التشغيل، ويشمل أيضا قاعة المحاضرات التي تُعقد فيها الدورات العلمية للأطر الطبية وعملية النقل المباشر للعمليات من غرفة العمليات، وغرفة الاجتماعات . ويحتوي المبنى أيضاً على عدد من المكاتب الإدارية، إضافة إلى مبنى خارجي يضم سكن للموظفين، ونادي رياضي بالإضافة إلى ملاعب متنوعة للترفيه.

## روابط خارجية
- وزارة الحرس الوطني - الشؤون الصحية، الموقع الرسمي لوزارة الحرس الوطني - الشؤون الصحية.
- التوائم الملتصقة، الموقع الرسمي السعودي للتوائم الملتصقة.